# Margajaya (Bogor Barat)
Margajaya is een bestuurslaag in het regentschap Kota Bogor van de provincie West-Java, Indonesië. Margajaya telt 5369 inwoners (volkstelling 2010).